# Liste der olympischen Medaillengewinner aus Kanada/R–Z
Zurück zur Liste der olympischen Medaillengewinner aus Kanada
- Medaillengewinner A bis D
- Medaillengewinner E bis K
- Medaillengewinner L bis Q

## Medaillengewinner

### R
- Eric Radford – Eiskunstlauf (1-1-1)
Sotschi 2014: Silber, Team
Pyeongchang 2018: Bronze, Paare
Pyeongchang 2018: Gold, Team
- Kaleigh Rafter – Softball (0-0-1)
Tokio 2020: Bronze, Frauen
- Pamela Rai – Schwimmen (0-0-1)
Los Angeles 1984: Bronze, 4 × 100-m-Lagenstaffel, Frauen
- Rain in Face – Lacrosse (0-0-1)
St. Louis 1904: Bronze, Männer
- Beattie Ramsay – Eishockey (1-0-0)
Chamonix 1924: Gold, Männer
- Michael Rascher – Rudern (1-0-0)
Barcelona 1992: Gold, Achter, Männer
- Jamie Lee Rattray – Eishockey (1-0-0)
Peking 2022: Gold, Frauen
- Dan Ratushny – Eishockey (0-1-0)
Albertville 1992: Silber, Männer
- Cari Read – Synchronschwimmen (0-1-0)
Atlanta 1996: Silber, Gruppe
- Ross Rebagliati – Snowboard (1-0-0)
Nagano 1998: Gold, Riesenslalom, Männer
- Red Jacket – Lacrosse (0-0-1)
St. Louis 1904: Bronze, Männer
- Lesley Reddon – Eishockey (0-1-0)
Nagano 1998: Silber, Frauen
- Lauren Regula – Softball (0-0-1)
Tokio 2020: Bronze, Frauen
- George Reiffenstein – Rudern (0-1-0)
St. Louis 1904: Silber, Achter, Männer
- Shannon Rempel – Eisschnelllauf (0-1-0)
Turin 2006: Silber, Teamverfolgung, Frauen
- Albert Renaud – Eishockey (1-0-0)
St. Moritz 1948: Gold, Männer
- Sara Renner – Skilanglauf (0-1-0)
Turin 2006: Silber, Teamsprint, Frauen
- George Rennie – Lacrosse (1-0-0)
London 1908: Gold, Männer
- Guy Revell – Eiskunstlauf (0-0-1)
Innsbruck 1964: Bronze, Paarlauf
- Manon Rhéaume – Eishockey (0-1-0)
Nagano 1998: Silber, Frauen
- John Rice – Rudern (0-1-0)
St. Louis 1904: Silber, Achter, Männer
- Mike Richards – Eishockey (1-0-0)
Vancouver 2010: Gold, Männer
- Herbert Richardson – Rudern (0-0-1)
Amsterdam 1928: Bronze, Achter, Männer
- Jillian Richardson – Leichtathletik (0-1-0)
Los Angeles 1984: Silber, 4 × 400-m-Staffel, Frauen
- Maëlle Ricker – Snowboard (1-0-0)
Vancouver 2010: Gold, Snowboardcross, Frauen
- Mike Riddle – Freestyle-Skiing (0-1-0)
Sotschi 2014: Silber, Halfpipe, Männer
- Charles Riddy – Rudern (0-0-2)
London 1908: Bronze, Vierer ohne Steuermann, Männer
London 1908: Bronze, Achter, Männer
- Chris Rinke – Ringen (0-0-1)
Los Angeles 1984: Silber, Mittelgewicht Freistil, Männer
- Romeo Rivers – Eishockey (1-0-0)
Lake Placid 1932: Gold, Männer
- Jayde Riviere – Fußball (1-0-0)
Tokio 2020: Gold, Frauen
- Kalyna Roberge – Shorttrack (0-2-0)
Turin 2006: Silber, 3000 m Staffel, Frauen
Vancouver 2010: Silber, 3000 m Staffel, Frauen
- Bruce Robertson – Schwimmen (0-1-1)
München 1972: Silber, 100 m Schmetterling, Männer
München 1972: Bronze, 4 × 100-m-Lagenstaffel, Männer
- Bruce Robertson – Rudern (1-0-0)
Barcelona 1992: Gold, Achter, Männer
- Gordon Robertson – Eishockey (1-0-0)
Oslo 1952: Gold, Männer
- Irvine Robertson – Rudern (0-0-1)
London 1908: Bronze, Achter, Männer
- Mike Robertson – Snowboard (0-1-0)
Vancouver 2010: Silber, Snowboardcross, Männer
- Emma Robinson – Rudern (0-1-1)
Atlanta 1996: Silber, Achter, Frauen
Sydney 2000: Bronze, Achter, Frauen
- Joannie Rochette – Eiskunstlauf (0-0-1)
Vancouver 2010: Bronze, Einzel, Frauen
- Brendon Rodney – Leichtathletik (1-1-1)
Rio de Janeiro 2016: Bronze, 4 × 100 m, Männer
Tokio 2020: Silber, 4 × 100 m, Männer
Paris 2024: Bronze, 4 × 100 m, Männer
- Camryn Rogers – Leichtathletik (1-0-0)
Paris 2024: Gold, Hammerwurf, Frauen
- Douglas Rogers – Judo (0-1-0)
Tokio 1964: Silber, Schwergewicht, Männer
- Philip Rogers – Segeln (0-0-1)
Los Angeles 1932: Bronze, 6-Meter-Klasse
- Lisa Roman – Rudern (1-0-0)
Tokio 2020: Gold, Achter, Frauen
- Donald Rope – Eishockey (0-1-1)
Cortina d’Ampezzo 1956: Bronze, Männer
Squaw Valley 1960: Silber, Männer
- Christine Roper – Rudern (1-0-0)
Tokio 2020: Gold, Achter, Frauen
- Deanne Rose – Fußball (1-0-1)
Rio de Janeiro 2016: Bronze, Frauen
Tokio 2020: Gold, Frauen
- Fanny Rosenfeld – Leichtathletik (1-1-0)
Amsterdam 1928: Gold, 4 × 100-m-Staffel, Frauen
Amsterdam 1928: Silber, 100 m, Frauen
- William Ross – Rudern (0-0-1)
Amsterdam 1928: Bronze, Achter, Männer
- Lauriane Rougeau – Eishockey (1-1-0)
Sotschi 2014: Gold, Frauen
Pyeongchang 2018: Silber, Frauen
- Bobby Rousseau – Eishockey (0-1-0)
Squaw Valley 1960: Silber, Männer
- Allain Roy – Eishockey (0-1-0)
Lillehammer 1994: Silber, Männer
- Jean-Yves Roy – Eishockey (0-1-0)
Lillehammer 1994: Silber, Männer
- Taylor Ruck – Schwimmen (0-1-3)
Rio de Janeiro 2016: Bronze, 4 × 100 m Freistil, Frauen
Rio de Janeiro 2016: Bronze, 4 × 200 m Freistil, Frauen
Tokio 2020: Silber, 4 × 100 m Freistil, Frauen
Tokio 2020: Bronze, 4 × 100 m Lagen, Frauen
- John Rumble – Reiten (0-0-1)
Stockholm 1956: Bronze, Vielseitigkeit Mannschaft
- Lyndon Rush – Bob (0-0-1)
Vancouver 2010: Bronze, Viererbob, Männer
- Kelly Russell – Rugby (0-0-1)
Rio de Janeiro 2016: Bronze, Siebener-Rugby, Frauen
- Ben Rutledge – Rudern (1-0-0)
Peking 2008: Gold, Achter, Männer
- Carter Rycroft – Curling (0-1-0)
Salt Lake City 2002: Silber, Männer

### S
- Frank Saker – Kanu (0-1-1)
Berlin 1936: Silber, Zweier-Canadier, 10.000 m, Männer
Berlin 1936: Bronze, Zweier-Canadier 1000 m, Männer
- Joe Sakic – Eishockey (1-0-0)
Salt Lake City 2002: Gold, Männer
- Jamie Salé – Eiskunstlauf (1-0-0)
Salt Lake City 2002: Gold, Paarlauf
- Jennifer Salling – Softball (0-0-1)
Tokio 2020: Bronze, Frauen
- George Samolenko – Eishockey (0-1-0)
Squaw Valley 1960: Silber, Männer
- Kayla Sanchez – Schwimmen (0-1-1)
Tokio 2020: Silber, 4 × 100 m Freistil, Frauen
Tokio 2020: Bronze, 4 × 100 m Lagen, Frauen
- Wyatt Sanford – Boxen (0-0-1)
Paris 2024: Bronze, Halbweltergewicht, Männer
- Jill Saulnier – Eishockey (1-1-0)
Pyeongchang 2018: Silber, Frauen
Peking 2022: Gold, Frauen
- Brian Savage – Eishockey (0-1-0)
Lillehammer 1994: Silber, Männer
- Paul Savage – Curling (0-1-0)
Nagano 1998: Silber, Männer
- Katerine Savard – Schwimmen (0-0-1)
Rio de Janeiro 2016: Bronze, 4 × 200 m Freistil, Frauen
- Brad Schlegel – Eishockey (0-2-0)
Albertville 1992: Silber, Männer
Lillehammer 1994: Silber, Männer
- Joseph Schleimer – Ringen (0-0-1)
Berlin 1936: Bronze, Weltergewicht Freistil, Männer
- Sophie Schmidt – Fußball (0-0-1)
Rio de Janeiro 2016: Bronze, Frauen
- Sandra Schmirler – Curling (1-0-0)
Nagano 1998: Gold, Frauen
- Albert Schneider – Boxen (1-0-0)
Antwerpen 1920: Gold, Weltergewicht, Männer
- Angela Schneider – Rudern (0-1-0)
Los Angeles 1984: Silber, Vierer ohne Steuerfrau, Frauen
- George Scholes – Eishockey (0-0-1)
Cortina d’Ampezzo 1956: Bronze, Männer
- Wally Schreiber – Eishockey (0-2-0)
Albertville 1992: Silber, Männer
Lillehammer 1994: Silber, Männer
- Reg Schroeter – Eishockey (1-0-0)
St. Moritz 1948: Gold, Männer
- Laura Schuler – Eishockey (0-1-0)
Nagano 1998: Silber, Frauen
- Barbara Ann Scott – Eiskunstlauf (1-0-0)
St. Moritz 1948: Gold, Einzel, Frauen
- Beckie Scott – Skilanglauf (1-1-0)
Salt Lake City 2002: Gold, 10 km Verfolgung, Frauen
Turin 2006: Silber, Teamsprint, Frauen
- Desiree Scott – Fußball (1-0-1)
Rio de Janeiro 2016: Bronze, Frauen
Tokio 2020: Gold, Frauen
- Krissy Scurfield – Rugby (0-1-0)
Paris 2024: Silber, Siebener-Rugby, Frauen
- Brent Seabrook – Eishockey (1-0-0)
Vancouver 2010: Gold, Männer
- Louis Secco – Eishockey (1-0-0)
Oslo 1952: Gold, Männer
- Dominic Seiterle – Rudern (1-0-0)
Peking 2008: Gold, Achter, Männer
- Karine Sergerie – Taekwondo (0-1-0)
Peking 2008: Silber, Klasse bis 67 kg, Frauen
- Kelsey Serwa – Freestyle-Skiing (1-1-0)
Sotschi 2014: Silber, Skicross, Männer
Pyeongchang 2018: Gold, Skicross, Frauen
- Jessica Sevick – Rudern (0-1-0)
Paris 2024: Silber, Achter, Frauen
- Brendan Shanahan – Eishockey (1-0-0)
Salt Lake City 2002: Gold, Männer
- Patrick Sharp – Eishockey (1-0-0)
Sotschi 2014: Gold, Männer
- Cassie Sharpe – Freestyle-Skiing (1-1-0)
Pyeongchang 2018: Gold, Halfpipe, Frauen
Peking 2022: Silber, Halfpipe, Frauen
- Tony Sharpe – Leichtathletik (0-0-1)
Los Angeles 1984: Bronze, 4 × 100-m-Staffel, Männer
- Ella Shelton – Eishockey (1-0-0)
Peking 2022: Gold, Frauen
- Kailen Sheridan – Fußball (1-0-0)
Tokio 2020: Gold, Frauen
- Tammy Shewchuk – Eishockey (1-0-0)
Salt Lake City 2002: Gold, Frauen
- Kyle Shewfelt – Turnen (1-0-0)
Athen 2004: Gold, Bodenturnen, Männer
- Georgia Simmerling – Radsport (0-0-1)
Rio de Janeiro 2016: Bronze, Teamverfolgung, Frauen
- Hack Simpson – Eishockey (1-0-0)
Lake Placid 1932: Gold, Männer
- Alexander Sinclair – Eishockey (0-1-0)
Garmisch-Partenkirchen 1936: Silber, Männer
- Christine Sinclair – Fußball (1-0-1)
Rio de Janeiro 2016: Bronze, Frauen
Tokio 2020: Gold, Frauen
- Harry Sinden – Eishockey (0-1-0)
Squaw Valley 1960: Silber, Männer
- Guivi Sissaouri – Ringen (0-1-0)
Atlanta 1996: Silber, Bantamgewicht, Männer
- Julie Skinner – Curling (0-1-0)
Salt Lake City 2002: Silber, Frauen
- Cyril Slater – Eishockey (1-0-0)
Chamonix 1924: Gold, Männer
- Susan Sloan – Schwimmen (0-0-1)
Montreal 1976: Bronze, 4 × 100-m-Lagenstaffel, Frauen
- Darryl Sly – Eishockey (0-1-0)
Squaw Valley 1960: Silber, Männer
- Sami Jo Small – Eishockey (1-0-0)
Salt Lake City 2002: Gold, Frauen
- Raymond Smillie – Boxen (0-0-1)
Amsterdam 1928: Bronze, Weltergewicht, Männer
- Becky Smith – Schwimmen (0-0-2)
Montreal 1976: Bronze, 400 m Lagen, Frauen
Montreal 1976: Bronze, 4 × 100-m-Freistilstaffel, Frauen
- Ethel Smith – Leichtathletik (1-0-1)
Amsterdam 1928: Gold, 4 × 100-m-Staffel, Frauen
Amsterdam 1928: Bronze, 100 m, Frauen
- Fiona Smith – Eishockey (0-1-0)
Nagano 1998: Silber, Frauen
- Gina Smith – Reiten (0-0-1)
Seoul 1988: Bronze, Dressur Mannschaft
- Graham Smith – Schwimmen (0-1-0)
Montreal 1976: Silber, 4 × 100-m-Lagenstaffel, Männer
- Hooley Smith – Eishockey (1-0-0)
Chamonix 1924: Gold, Männer
- Mike Smith – Eishockey (1-0-0)
Sotschi 2014: Gold, Männer
- John Smith – Rudern (0-1-0)
Paris 1924: Silber, Achter, Männer
- Randy Smith – Eishockey (0-1-0)
Albertville 1992: Silber, Männer
- Rebecca Smith – Schwimmen (0-1-0)
Tokio 2020: Silber, 4 × 100 m Freistil, Frauen
- Shannon Smith – Schwimmen (0-0-1)
Montreal 1976: Bronze, 400 m Freistil, Frauen
- Patricia Smith – Rudern (0-1-0)
Los Angeles 1984: Silber, Zweier ohne Steuerfrau, Frauen
- William Smith – Schießen (0-0-1)
London 1908: Bronze, Armeegewehr Mannschaft, Männer
- Ryan Smyth – Eishockey (1-0-0)
Salt Lake City 2002: Gold, Männer
- Snake Eater – Lacrosse (0-0-1)
St. Louis 1904: Bronze, Männer
- Justin Snith – Rodeln (0-1-0)
Pyeongchang 2018: Silber, Teamstaffel
- Warren Snyder – Rudern (0-1-0)
Paris 1924: Silber, Achter, Männer
- Ryan Sommer – Bob (0-0-1)
Peking 2022: Bronze, Viererbob, Männer
- Colleen Sostorics – Eishockey (3-0-0)
Salt Lake City 2002: Gold, Frauen
Turin 2006: Gold, Frauen
Vancouver 2010: Gold, Frauen
- Matthew Soukup – Skispringen (0-0-1)
Pyeongchang 2022: Bronze Mannschaftsspringen, Mixed
- Walter Spence – Schwimmen (0-0-1)
Amsterdam 1928: Bronze, 4 × 200-m-Freistilstaffel, Männer
- Natalie Spooner – Eishockey (2-1-0)
Sotschi 2014: Gold, Frauen
Pyeongchang 2018: Silber, Frauen
Peking 2022: Gold, Frauen
- Spotted Tail – Lacrosse (0-0-1)
St. Louis 1904: Bronze, Männer
- Marianne St-Gelais – Shorttrack (0-2-0)
Vancouver 2010: Silber, 500 m, Frauen
Vancouver 2010: Silber, 3000 m Staffel, Frauen
- Ralph St. Germain – Eishockey (0-1-0)
Garmisch-Partenkirchen 1936: Silber, Männer
- Kim St-Pierre – Eishockey (3-0-0)
Salt Lake City 2002: Gold, Frauen
Turin 2006: Gold, Frauen
Vancouver 2010: Gold, Frauen
- Eric Staal – Eishockey (1-0-0)
Vancouver 2010: Gold, Männer
- Laura Stacey – Eishockey (1-1-0)
Pyeongchang 2018: Silber, Frauen
Peking 2022: Gold, Frauen
- Frank Stack – Eisschnelllauf (0-0-1)
Lake Placid 1932: Bronze, 10.000 m, Männer
- Stanley Stanyar – Rudern (0-0-1)
Los Angeles 1932: Bronze, Achter, Männer
- Ashley Steacy – Rugby (0-0-1)
Rio de Janeiro 2016: Bronze, Siebener-Rugby, Frauen
- Paul Steele – Rudern (1-0-0)
Los Angeles 1984: Gold, Achter, Männer
- Dave Steen – Leichtathletik (0-0-1)
Seoul 1988: Bronze, Zehnkampf, Männer
- Frederick Steep – Fußball (1-0-0)
St. Louis 1904: Gold, Männer
- Wayne Stephenson – Eishockey (0-0-1)
Grenoble 1968: Bronze, Männer
- James Stewart – Basketball (0-1-0)
Berlin 1936: Silber, Männer
- Marianne St-Gelais – Shorttrack (0-1-0)
Sotschi 2014: Silber, 3000 m Staffel, Frauen
- France St. Louis – Eishockey (0-1-0)
Nagano 1998: Silber, Frauen
- Martin St. Louis – Eishockey (1-0-0)
Sotschi 2014: Gold, Männer
- Abigail Strate – Skispringen (0-0-1)
Pyeongchang 2022: Bronze Mannschaftsspringen, Mixed
- Hilda Strike – Leichtathletik (0-2-0)
Los Angeles 1932: Silber, 100 m, Frauen
Los Angeles 1932: Silber, 4 × 100-m-Staffel, Frauen
- Donald Stockton – Ringen (0-1-0)
Amsterdam 1928: Silber, Mittelgewicht Freistil, Männer
- Elvis Stojko – Eiskunstlauf (0-2-0)
Lillehammer 1994: Silber, Einzel, Männer
Nagano 1998: Silber, Einzel, Männer
- Cam Stones – Bob (0-0-1)
Peking 2022: Bronze, Viererbob, Männer
- George Strange – Rudern (0-1-0)
St. Louis 1904: Silber, Achter, Männer
- P. K. Subban – Eishockey (1-0-0)
Sotschi 2014: Gold, Männer
- Francis Sullivan – Eishockey (1-0-0)
Oslo 1952: Gold, Männer
- Frank Sullivan – Eishockey (1-0-0)
St. Moritz 1928: Gold, Männer
- Joseph Sullivan – Eishockey (1-0-0)
St. Moritz 1928: Gold, Männer
- Vicky Sunohara – Eishockey (2-1-0)
Nagano 1998: Silber, Frauen
Salt Lake City 2002: Gold, Frauen
Turin 2006: Gold, Frauen
- Bruny Surin – Leichtathletik (1-0-0)
Atlanta 1996: Gold, 4 × 100-m-Staffel, Männer
- Hugh Sutherland – Eishockey (1-0-0)
Lake Placid 1932: Gold, Männer
- Alison Sydor – Radsport (0-1-0)
Atlanta 1996: Silber, Mountainbike Cross-Country, Frauen
- Florence Symonds – Rugby (0-1-0)
Paris 2024: Silber, Siebener-Rugby, Frauen
- Shannon Szabados – Eishockey (2-1-0)
Vancouver 2010: Gold, Frauen
Sotschi 2014: Gold, Frauen
Pyeongchang 2018: Silber, Frauen

### T
- Jacinthe Taillon – Synchronschwimmen (0-0-1)
Sydney 2000: Bronze, Gruppe
- Melissa Tancredi – Fußball (0-0-1)
Rio de Janeiro 2016: Bronze, Frauen
- Elaine Tanner – Schwimmen (0-2-1)
Mexiko-Stadt 1968: Silber, 100 m Rücken, Frauen
Mexiko-Stadt 1968: Silber, 200 m Rücken, Frauen
Mexiko-Stadt 1968: Bronze, 4 × 100-m-Freistilstaffel, Frauen
- Reidun Tatham – Synchronschwimmen (0-0-1)
Sydney 2000: Bronze, Gruppe
- John Tavares – Eishockey (1-0-0)
Sotschi 2014: Gold, Männer
- Albert Taylor – Rudern (0-0-1)
Los Angeles 1932: Bronze, Achter, Männer
- Angella Taylor – Leichtathletik (0-1-0)
Los Angeles 1984: Silber, 4 × 100-m-Staffel, Frauen
- Brenda Taylor – Rudern (2-0-0)
Barcelona 1992: Gold, Vierer ohne Steuerfrau, Frauen
Barcelona 1992: Gold, Achter, Frauen
- Elizabeth Taylor – Leichtathletik (0-0-1)
Berlin 1936: Bronze, 80 m Hürden, Frauen
- Geoffrey Taylor – Rudern (0-0-2)
London 1908: Bronze, Vierer ohne Steuermann, Männer
London 1908: Bronze, Achter, Männer
- Irving Taylor – Eishockey (1-0-0)
St. Moritz 1948: Gold, Männer
- Norman Taylor – Rudern (0-1-0)
Paris 1924: Silber, Achter, Männe
- Ross Taylor – Eishockey (1-0-0)
St. Moritz 1928: Gold, Männer
- Thomas Taylor – Fußball (1-0-0)
St. Louis 1904: Gold, Männer
- Mark Tewksbury – Schwimmen (1-1-1)
Seoul 1988: Silber, 4 × 100-m-Lagenstaffel, Männer
Barcelona 1992: Gold, 100 m Rücken, Männer
Barcelona 1992: Bronze, 4 × 100-m-Lagenstaffel, Männer
- Gerry Théberge – Eishockey (0-0-1)
Cortina d’Ampezzo 1956: Bronze, Männer
- Brianne Theisen-Eaton – Leichtathletik (0-0-1)
Rio de Janeiro 2016: Bronze, Siebenkampf, Frauen
- Marion Thénault – Freestyle-Skiing (0-0-1)
Pyeongchang 2022: Bronze, Aerials, Mixed
- Chris Therien – Eishockey (0-1-0)
Lillehammer 1994: Silber, Männer
- William Thoburn – Rudern (0-0-1)
Los Angeles 1932: Bronze, Achter, Männer
- Linda Thom – Schießen (1-0-0)
Los Angeles 1984: Gold, Sportpistole, Frauen
- Claire Thompson – Eishockey (1-0-0)
Peking 2022: Gold, Frauen
- James Thompson – Schwimmen (0-0-1)
Amsterdam 1928: Bronze, 4 × 200-m-Freistilstaffel, Männer
- Lesley Thompson – Rudern (1-2-1)
Los Angeles 1984: Silber, Vierer ohne Steuerfrau, Frauen
Barcelona 1992: Gold, Achter, Frauen
Atlanta 1996: Silber, Achter, Frauen
Sydney 2000: Bronze, Achter, Frauen
- Marielle Thompson – Freestyle-Skiing (1-1-0)
Sotschi 2014: Gold, Skicross, Männer
Peking 2022: Silber, Skicross, Männer
- Earl Thomson – Leichtathletik (1-0-0)
Antwerpen 1920: Gold, 110 m Hürden, Männer
- Julius Thomson – Rudern (0-0-1)
London 1908: Bronze, Achter, Männer
- Bill Thomson – Eishockey (0-1-0)
Garmisch-Partenkirchen 1936: Silber, Männer
- Joe Thornton – Eishockey (1-0-0)
Vancouver 2010: Gold, Männer
- Jeffrey Thue – Ringen (0-1-0)
Barcelona 1992: Silber, Superschwergewicht, Männer
- Dave Tippett – Eishockey (0-1-0)
Albertville 1992: Silber, Männer
- Jonathan Toews – Eishockey (2-0-0)
Vancouver 2010: Gold, Männer
Sotschi 2014: Gold, Männer
- Frederick Toms – Rudern (0-0-1)
London 1908: Bronze, Zweier ohne Steuermann, Männer
- Sébastien Toutant – Snowboard (1-0-0)
Pyeongchang 2018: Gold, Big Air, Männer
- Ken Tralnberg – Curling (0-1-0)
Salt Lake City 2002: Silber, Männer
- Jane Tregunno – Rudern (0-1-0)
Los Angeles 1984: Silber, Vierer ohne Steuerfrau, Frauen
- François-Louis Tremblay – Shorttrack (2-2-1)
Salt Lake City 2002: Gold, 5000 m Staffel, Männer
Turin 2006: Silber, 5000 m Staffel, Männer
Turin 2006: Silber 500 m, Männer
Vancouver 2010: Gold, 5000 m Staffel, Männer
Vancouver 2010: Bronze, 500 m, Männer
- James Trifunov – Ringen (0-0-1)
Amsterdam 1928: Bronze, Bantamgewicht Freistil, Männer
- Dave Trottier – Eishockey (1-0-0)
St. Moritz 1928: Gold, Männer
- Tosha Tsang – Rudern (0-1-0)
Atlanta 1996: Silber, Achter, Frauen
- Mathieu Turgeon – Trampolinturnen (0-0-1)
Sydney 2000: Bronze, Männer
- Alexander Turnbull – Lacrosse (1-0-0)
London 1908: Gold, Männer
- Mathieu Turcotte – Shorttrack (1-1-1)
Salt Lake City 2002: Gold, 5000 m Staffel, Männer
Salt Lake City 2002: Bronze, 1000 m, Männer
Turin 2006: Silber, 5000 m Staffel, Männer
- Blayre Turnbull – Eishockey (1-1-0)
Pyeongchang 2018: Silber, Frauen
Peking 2022: Gold, Frauen
- Patrick Turner – Rudern (1-0-0)
Los Angeles 1984: Gold, Achter, Männer
- Brian Tutt – Eishockey (0-1-0)
Albertville 1992: Silber, Männer
- William Twaits – Fußball (1-0-0)
St. Louis 1904: Gold, Männer

### U
- Helen Upperton – Bob (0-1-0)
Vancouver 2010: Silber, Zweierbob, Frauen
- Dorota Urbaniak – Rudern (0-0-1)
Sydney 2000: Bronze, Achter, Frauen

### V
- Michel Vaillancourt – Reiten (0-1-0)
Montreal 1976: Silber, Springreiten Einzel
- Sarah Vaillancourt – Eishockey (2-0-0)
Turin 2006: Gold, Frauen
Vancouver 2010: Gold, Frauen
- Antoine Valois-Fortier – Judo (0-0-1)
London 2012: Bronze, Halbmittelgewicht, Männer
- Samuel Vance – Schießen (0-1-0)
Paris 1924: Silber, Tontaubenschießen Mannschaft, Männer
- Anna van der Kamp – Rudern (0-1-0)
Atlanta 1996: Silber, Achter, Frauen
- Chantal van Landeghem – Schwimmen (0-0-1)
Rio de Janeiro 2016: Bronze, 4 × 100 m Freistil, Frauen
- Tonya Verbeek – Ringen (0-2-1)
Athen 2004: Silber, Leichtgewicht Freistil, Frauen
Peking 2008: Bronze, Leichtgewicht Freistil, Frauen
London 2012: Silber, Leichtgewicht Freistil, Frauen
- George Vernot – Schwimmen (0-1-1)
Antwerpen 1920: Silber, 1500 m Freistil, Männer
Stockholm 1912: Bronze, 400 m Freistil, Männer
- Tania Vicent – Shorttrack (0-1-2)
Nagano 1998: Bronze, 3000 m Staffel, Frauen
Salt Lake City 2002: Bronze, 3000 m Staffel, Frauen
Turin 2006: Silber, 3000 m Staffel, Frauen
- Évelyne Viens – Fußball (1-0-0)
Tokio 2020: Gold, Frauen
- Rachelle Viinberg – Rudern (0-1-0)
London 2012: Silber, Achter Männer
- Penny Vilagos – Synchronschwimmen (0-1-0)
Barcelona 1992: Silber, Duett
- Vicky Vilagos – Synchronschwimmen (0-1-0)
Barcelona 1992: Silber, Duett
- Katie Vincent – Kanu (1-0-2)
Tokio 2020: Bronze, Zweier-Canadier 500 m, Frauen
Paris 2024: Gold, Einer-Canadier 200 m, Frauen
Paris 2024: Bronze, Zweier-Canadier 500 m, Frauen
- Laurence Vincent-Lapointe – Kanu (0-1-1)
Tokio 2020: Silber, Einer-Canadier 200 m, Frauen
Tokio 2020: Bronze, Zweier-Canadier 500 m, Frauen
- Tessa Virtue – Eiskunstlauf (3-2-0)
Vancouver 2010: Gold, Eistanz
Sotschi 2014: Silber, Eistanz
Sotschi 2014: Silber, Team
Pyeongchang 2018: Gold, Eistanz
Pyeongchang 2018: Gold, Team
- George Vivian – Schießen (0-1-0)
London 1908: Silber, Wurfscheibenschießen Mannschaft, Männer
- Marc-Édouard Vlasic – Eishockey (1-0-0)
Sotschi 2014: Gold, Männer

### W
- William Wadsworth – Rudern (0-1-0)
St. Louis 1904: Silber, Achter, Männer
- Barbara Wagner – Eiskunstlauf (1-0-0)
Squaw Valley 1960: Gold, Paarlauf
- Stan Wagner – Eishockey (1-0-0)
Lake Placid 1932: Gold, Männer
- Jennifer Wakefield – Eishockey (1-1-0)
Sotschi 2014: Gold, Frauen
Pyeongchang 2018: Silber, Frauen
- Don Walchuk – Curling (0-1-0)
Salt Lake City 2002: Silber, Männer
- Carolyn Waldo – Synchronschwimmen (2-1-0)
Los Angeles 1984: Silber, Einzel
Seoul 1988: Gold, Einzel
Seoul 1988: Gold, Duett
- Geoff Walker – Curling (0-0-1)
Peking 2022: Bronze, Männer
- Kristina Walker – Rudern (0-1-0)
Paris 2024: Silber, Achter, Frauen
- Tristan Walker – Rodeln (0-1-0)
Pyeongchang 2018: Silber, Teamstaffel
- Kirsten Wall – Curling (1-0-0)
Sotschi 2014: Gold, Frauen
- Hubert Wallace – Segeln (0-1-0)
Los Angeles 1932: Silber, 8-Meter-Klasse, Männer
- John Wallace – Rudern (1-0-0)
Barcelona 1992: Gold, Achter, Männer
- William Wallace – Rudern (0-1-0)
Paris 1924: Silber, Achter, Männer
- Con Walsh – Leichtathletik (0-0-1)
London 1908: Bronze, Hammerwurf, Männer
- Dale Walters – Boxen (0-0-1)
Los Angeles 1984: Bronze, Bantamgewicht, Männer
- Brian Walton – Radsport (0-1-0)
Atlanta 1996: Silber, Punktefahren, Männer
- Catherine Ward – Eishockey (2-0-0)
Vancouver 2010: Gold, Frauen
Sotschi 2014: Gold, Frauen
- Keyara Wardley – Rugby (0-1-0)
Paris 2024: Silber, Siebener-Rugby, Frauen
- Damian Warner – Leichtathletik (1-0-1)
Rio de Janeiro 2016: Bronze, Zehnkampf, Männer
Tokio 2020: Gold, Zehnkampf, Männer
- Todd Warriner – Eishockey (0-1-0)
Lillehammer 1994: Silber, Männer
- Justin Warsylewicz – Eisschnelllauf (0-1-0)
Turin 2006: Silber, Teamverfolgung, Männer
- Avalon Wasteneys – Rudern (1-1-0)
Tokio 2020: Gold, Achter, Frauen
Paris 2024: Silber, Achter, Frauen
- Natasha Watcham-Roy – Rugby (0-0-1)
Rio de Janeiro 2016: Bronze, Siebener-Rugby, Frauen
- Tara Watchorn – Eishockey (1-0-0)
Sotschi 2014: Gold, Frauen
- Harry Watson – Eishockey (1-0-0)
Chamonix 1924: Gold, Männer
- Robert „Bob“ Watt – Eishockey (1-0-0)
Oslo 1952: Gold, Männer
- Katie Weatherston – Eishockey (1-0-0)
Turin 2006: Gold, Frauen
- Shea Weber – Eishockey (2-0-0)
Vancouver 2010: Gold, Männer
Sotschi 2014: Gold, Männer
- Isabelle Weidemann – Shorttrack (1-1-1)
Peking 2022: Gold, Teamverfolgung, Frauen
Peking 2022: Silber, 5000 m, Frauen
Peking 2022: Bronze, 3000 m, Frauen
- Richard Weinberger – Schwimmen (0-0-1)
London 2012: Bronze, Marathon, Männer
- Brad Werenka – Eishockey (0-1-0)
Lillehammer 1994: Silber, Männer
- Lawrence West – Rudern (0-1-0)
Melbourne 1956: Silber, Achter, Männer
- Mike West – Schwimmen (0-1-1)
Los Angeles 1984: Silber, 4 × 100-m-Lagenstaffel, Männer
Los Angeles 1984: Bronze, 100 m Rücken, Männer
- Arthur Westover – Schießen (0-1-0)
London 1908: Silber, Wurfscheibenschießen Mannschaft, Männer
- Jake Wetzel – Rudern (1-1-0)
Athen 2004: Silber, Vierer ohne Steuermann, Männer
Peking 2008: Gold, Achter, Männer
- Georgina Wheatcroft – Curling (0-1-0)
Salt Lake City 2002: Silber, Frauen
- Lucille Wheeler – Ski Alpin (0-0-1)
Cortina d’Ampezzo 1956: Bronze, Abfahrt, Frauen
- Bob White – Eishockey (0-0-1)
Cortina d’Ampezzo 1956: Bronze, Männer
- Simon Whitfield – Triathlon (1-1-0)
Sydney 2000: Gold, Männer
Peking 2008: Silber, Männer
- Tara Whitten – Radsport (0-0-1)
London 2012: Bronze, Teamverfolgung, Frauen
- Hayley Wickenheiser – Eishockey (4-1-0)
Nagano 1998: Silber, Frauen
Salt Lake City 2002: Gold, Frauen
Turin 2006: Gold, Frauen
Vancouver 2010: Gold, Frauen
Sotschi 2014: Gold, Frauen
- Natalie Wideman – Softball (0-0-1)
Tokio 2020: Bronze, Frauen
- Erica Wiebe – Ringen (1-0-0)
Rio de Janeiro 2016: Gold, Klasse bis 75 kg, Frauen
- Rylan Wiens – Wasserspringen (0-0-1)
Paris 2024: Bronze, 10 m Synchronspringen, Männer
- Debbi Wilkes – Eiskunstlauf (0-0-1)
Innsbruck 1964: Bronze, Paarlauf
- Brandie Wilkerson – Beachvolleyball (0-1-0)
Paris 2024: Silber, Frauen
- Lauren Wilkinson – Rudern (0-1-0)
London 2012: Silber, Achter Männer
- Rhian Wilkinson – Fußball (0-0-1)
Rio de Janeiro 2016: Bronze, Frauen
- Barney Williams – Rudern (0-1-0)
Athen 2004: Silber, Vierer ohne Steuermann, Männer
- Bertram Williams – Schießen (0-0-1)
London 1908: Bronze, Armeegewehr Mannschaft, Männer
- Charity Williams – Rugby (0-1-1)
Rio de Janeiro 2016: Bronze, Siebener-Rugby, Frauen
Paris 2024: Silber, Siebener-Rugby, Frauen
- Desai Williams – Leichtathletik (0-0-1)
Los Angeles 1984: Bronze, 4 × 100-m-Staffel, Männer
- Michelle Williams – Schwimmen (0-0-1)
Rio de Janeiro 2016: Bronze, 4 × 100 m Freistil, Frauen
- Percy Williams – Leichtathletik (2-0-0)
Amsterdam 1928: Gold, 100 m, Männer
Amsterdam 1928: Gold, 200 m, Männer
- Alex Wilson – Leichtathletik (0-1-3)
Amsterdam 1928: Bronze, 4 × 400-m-Staffel, Männer
Los Angeles 1932: Silber, 800 m, Männer
Los Angeles 1932: Bronze, 400 m, Männer
Los Angeles 1932: Bronze, 4 × 400-m-Staffel, Männer
- Gerald Wilson – Segeln (0-0-1)
Los Angeles 1932: Bronze, 6-Meter-Klasse
- Montgomery Wilson – Eiskunstlauf (0-0-1)
Lake Placid 1932: Bronze, Einzel, Männer
- Robert Wilson – Rudern (0-1-0)
Melbourne 1956: Silber, Achter, Männer
- Stacy Wilson – Eishockey (0-1-0)
Nagano 1998: Silber, Frauen
- Tracy Wilson – Eiskunstlauf (0-0-1)
Calgary 1988: Bronze, Eistanz
- Alston Wise – Eishockey (1-0-0)
Lake Placid 1932: Gold, Männer
- Malcolm Wiseman – Basketball (0-1-0)
Berlin 1936: Silber, Männer
- Mike Wolfs – Segeln (0-1-0)
Athen 2004: Silber, Star, Männer
- John Wood – Kanu (0-1-0)
Montreal 1976: Silber, Einer-Canadier 500 m, Männer
- William Wood – Rudern (0-1-0)
Paris 1924: Silber, Vierer ohne Steuermann, Männer
- Keith Woodall – Eishockey (0-0-1)
Cortina d’Ampezzo 1956: Bronze, Männer
- Erin Woodley – Synchronschwimmen (0-1-0)
Atlanta 1996: Silber, Gruppe
- Jason Woolley – Eishockey (0-1-0)
Albertville 1992: Silber, Männer
- Allan Woodman – Eishockey (1-0-0)
Antwerpen 1920: Gold, Männer
- Kay Worthington – Rudern (2-0-0)
Barcelona 1992: Gold, Vierer ohne Steuerfrau, Frauen
Barcelona 1992: Gold, Achter, Frauen
- Jeremy Wotherspoon – Eisschnelllauf (0-1-0)
Nagano 1998: Silber, 500 m, Männer
- Dana Wright – Leichtathletik (0-1-0)
Los Angeles 1984: Silber, 4 × 400-m-Staffel, Frauen
- George Wright – Rudern (0-0-1)
London 1908: Bronze, Achter, Männer
- Joseph Wright jr. – Rudern (0-0-1)
Amsterdam 1928: Bronze, Doppelzweier, Männer
- Joseph Wright sr. – Rudern (0-1-0)
St. Louis 1904: Silber, Achter, Männer

### Y
- Steve Yzerman – Eishockey (1-0-0)
Salt Lake City 2002: Gold, Männer

### Z
- Shelina Zadorsky – Fußball (1-0-1)
Rio de Janeiro 2016: Bronze, Frauen
Tokio 2020: Gold, Frauen
- Micah Zandee-Hart – Eishockey (1-0-0)
Peking 2022: Gold, Frauen
- Nathan Zsombor-Murray – Wasserspringen (0-0-1)
Paris 2024: Bronze, 10 m Synchronspringen, Männer